# Nightingale (eiland)

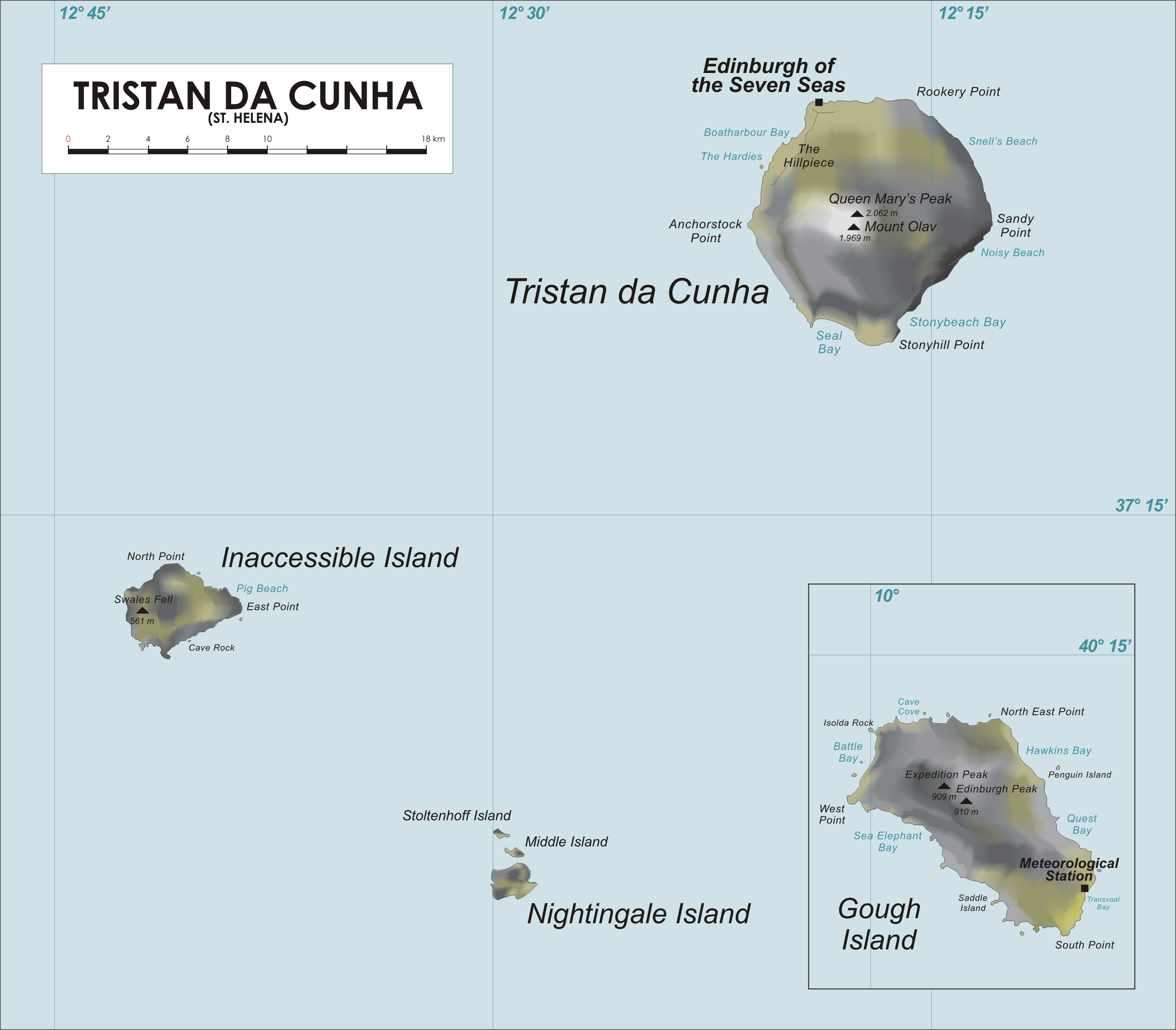
Kaart met de eilanden van de Tristan da Cunha archipel.

Nightingale is een eiland in de zuid Atlantische Oceaan, deel van de Tristan da Cunha-archipel. Het eiland is een deel van de Britse overzeese gebieden Sint-Helena, Ascension en Tristan da Cunha bestuurd vanaf Sint-Helena.
Nightingale is een deel van een grotere groep eilanden, de Nightingale-eilanden die ook  Middle en Stoltenhoff omvatten. Alle drie de eilanden zijn onbewoond, maar worden gewoonlijk bezocht voor wetenschappelijke doeleinden.

## Geschiedenis
Het eiland werd misschien in 1506 samen met Inaccessible en Tristan da Cunha ontdekt door de Portugese ontdekkingsreiziger Tristão da Cunha, maar de Portugees maakte daar geen notitie van. De Nederlander Jan Jacobszoon noemde  in 1656 in zijn journaal het eiland "Gebrooken Eyland", na een mislukte poging om er met zijn VOCschip "Nachtglas" er te ankeren. De eerste die er landde was waarschijnlijk de Nederlandse zeevaarder Willem de Vlamingh in 1696. In 1760 kreeg het eiland de naam Nightingale, vernoemd naar de Britse zeevaarder Gamaliel Nightingale die het eiland onderzocht.

### Fauna
In totaal zijn er 47 vogelsoorten waargenomen op Nightingale. Twee soorten zijn endemische broedvogels op eilanden in deze archipel, de tristanlijster (Turdus eremita) en de nightingalegors (Nesospiza questi). Ook staat Nightingale bekend om de grote groepen verschillende zeevogels; elk jaar vliegen meer dan een miljoen vogels naar het eiland om daar te broeden. De meest voorkomende vogel is de grote pijlstormvogel, (Ardenna gravis)  verder broeden er misschien nog Schlegels stormvogels  (Pterodroma incerta, bedreigde soort) en er is een broedkolonie noordelijke rotspinguïns (Eudyptes moseleyi, bedreigde soort, in 2009 nog 25.000 paar).
Sint-Helena – Ascension – Tristan da Cunha

Gough (Gough · Isolda Rock · Penguin · Saddle) · Inaccessible (Cave Rock · Inaccessible) · Nightingale-eilanden (Middle · Nightingale · Stoltenhoff) · Tristan da Cunha